# Блетиса многоточечная
Блетиса многоточечная (лат. Blethisa multipunctata) — вид жуков-жужелиц из подсемейства тинников. Номинативный подвид распространён в Европе, России, Монголии и Казахстане; подвид Blethisa multipunctata aurata распространён на Дальнем Востоке России, Канаде и США. Длина тела имаго 10—13,5 мм. Верхняя сторона тела жуков одноцветная, чёрная с лёгким бронзовым, иногда зеленоватым оттенком.